# Чиконьини, Алессандро
Алессандро Чиконьини (итал. Alessandro Cicognini; 26 января 1906, Пескара, Абруцци, Италия — 9 ноября 1995, Рим, Италия) — итальянский композитор, автор музыки к более 100 кинофильмам; был одним из самых плодовитых и влиятельных кинокомпозиторов, в частности, известен своим значительным вкладом в неореалистическое кино.

## Биография
Родился 26 января 1906 года в городе Пескара, в регионе Абруцци, Италия, в семье, имевшей кьетинское происхождение. Своё детство и юность провёл в Франкавилла-аль-Маре, городе, с которым был постоянно связан и после переезда в Рим. Благодаря музыкальному таланту, который рано проявился, Алессандро уже с 13 лет мастерски играл на фортепиано, поэтому владельцы кинотеатров приглашали его для музыкального сопровождения немых фильмов.
После получения музыкального образования в Миланской консерватории, Алессандро Чиконьини в 1933 году написал оперу Donna lombarda, вдохновлённую популярной народной балладой. С 1936 года работал в кино. Из музыки, написанной им для многочисленных фильмов, самыми известными являются песня-вальс из фильма «Романтическое приключение» (1940, реж. Марио Камерини) и сатирическая песня бездомных — лейтмотив фильма-сказки «Чудо в Милане» (1951, реж. Витторио Де Сика).
Творчество Алессандро Чиконьини было близким к направлению неореализма; он создал музыку к классическому фильму Витторио Де Сики «Похитители велосипедов» (1948), за что был отмечен премией «Серебряная лента» Итальянского национального синдиката киножурналистов. Будучи любимым композитором В. де Сика, Чиконьини также написал музыку к его фильмам «Шуша» (1946), «Умберто Д.» (1951), «Вокзал Термини» (1953), «Золото Неаполя» (1954), «Страшный суд» (1961). Сотрудничал также с такими режиссёрами, как Алессандро Блазетти, Марио Камерини, Марио Моничелли, Луиджи Коменчини и др.
Скончался 9 ноября 1995 года в Риме на 90-м году жизни.

## Фильмография
- 1936 : Два сержанта / I due sergenti
- 1937 : — / I due misantropi
- 1938 : Чёрный корсар / Il corsaro nero
- 1938 : Этторе Фиерамоска / Ettore Fieramosca
- 1939 : Большие универмаги / I grandi magazzini
- 1939 : Сельская честь / Cavalleria rusticana
- 1939 : Приключения Сальватора Розы / Un'avventura di Salvator Rosa
- 1940 : Сто тысяч долларов / Centomila dollari
- 1940 : Две матери / Le due madri
- 1940 : — / La nascita di Salomè
- 1940 : Кроме того, любовь / Oltre l'amore
- 1940 : Грешница / La peccatrice
- 1940 : Романтическое приключение / Una romantica avventura
- 1940 : Дон Паскуале / Don Pasquale
- 1940 : — / Senza cielo
- 1941 : — / Giuliano de' Medici
- 1941 : — / Ridi pagliaccio!
- 1941 : Первая любовь / Primo amore
- 1941 : Железная корона / La corona di ferro
- 1942 : Четвёртая страница / Quarta pagina
- 1942 : Четыре шага в облаках / 4 passi fra le nuvole
- 1943 : — / La statua vivente
- 1943 : — / Tristi amori
- 1945 : Никто не возвращается назад / Nessuno torna indietro
- 1945 : — / La resa di Titì
- 1945 : Два анонимных письма / Due lettere anonime
- 1946 : — / La sua strada
- 1946 : Шуша / Sciuscià
- 1947 : — / Cronaca nera
- 1947 : — / Il duomo di Milano
- 1947 : — / Ultimo amore
- 1947 : — / Il cavaliere del sogno
- 1947 : Приключения Пиноккио / Le avventure di Pinocchio
- 1948 : Незнакомец в Сан-Марино / Lo sconosciuto di San Marino
- 1948 : Отверженные / I miserabili
- 1948 : Шторм над Парижем / Tempesta su Parigi
- 1948 : Таинственный рыцарь / Il cavaliere misterioso
- 1948 : Похитители велосипедов / Ladri di biciclette
- 1949 : — / Il grido della terra
- 1949 : — / Fiamma che non si spegne
- 1949 : — / Il conte Ugolino
- 1949 : — / Rondini in volo
- 1950 : Я грежу о рае / Ho sognato il paradiso
- 1950 : Нильский ястреб / Lo sparviero del Nilo
- 1950 : Завтра будет слишком поздно / Domani è troppo tardi
- 1950 : Первое причастие / Prima comunione
- 1950 : Венецианский вор / l ladro di Venezia
- 1950 : Паоло и Франческа / Paolo e Francesca
- 1951 : Чудо в Милане / Miracolo a Milano
- 1951 : Красивая горничная ищет работу / Cameriera bella presenza offresi…
- 1951 : Семь гномов спешат на помощь / I sette nani alla riscossa
- 1951 : — / La strada finisce sul fiume
- 1951 : Полицейские и воры / Guardie e ladri
- 1952 : Умберто Д. / Umberto D.
- 1952 : Доброе утро, слон / Buongiorno, elefante!
- 1952 : Маленький мир дона Камилло / Le Petit monde de Don Camillo
- 1952 : Два гроша надежды / Due soldi di speranza
- 1952 : Невеста на одну ночь / Moglie per una notte
- 1952 : Другие времена / Altri tempi
- 1952 : Герои воскресного дня / Gli eroi della domenica
- 1952 : Беспокойная плоть / arne inquieta
- 1953 : Вокзал Термини / Stazione Termini
- 1953 : Возвращение дона Камилло / Le retour de Don Camillo
- 1953 : Мы — женщины / Siamo donne
- 1953 : Хлеб, любовь и фантазия / Pane, amore e fantasia
- 1954 : Наши времена / Tempi nostri — Zibaldone n. 2
- 1954 : Учитель Дон Жуана / Il maestro di Don Giovanni
- 1954 : Странствия Одиссея / Ulisse
- 1954 : Хлеб, любовь и ревность / Pane, amore e gelosia
- 1954 : Золото Неаполя / L'oro di Napoli
- 1954 : Жаль, что ты каналья / Peccato che sia una canaglia
- 1954 : Искусство устраиваться / L'arte di arrangiarsi
- 1954 : Грациэлла / Graziella
- 1954 : Тайна трёх лепестков / Il segreto delle tre punte
- 1955 : Последние пять минут / Gli ultimi cinque minuti
- 1955 : Летняя пора / Summertime
- 1955 : Большая драка дона Камилло / Don Camillo e l'on. Peppone
- 1955 : Хлеб, любовь и... / Pane, amore e…..
- 1955 : Двоеженец / Il bigamo
- 1955 : Люди и капралы / Siamo uomini o caporali
- 1956 : Счастье быть женщиной / La fortuna di essere donna
- 1956 : Крыша / Il tetto
- 1956 : — / Tempo di villeggiatura
- 1956 : Тото, Пеппино и правонарушители / Totò, Peppino e i… fuorilegge
- 1956 : Проигравший забирает всё / Loser Takes All
- 1956 : Банда честных / La banda degli onesti
- 1957 : Отцы и сыновья / Padri e figli
- 1957 : Окно в луна-парк / La finestra sul Luna Park
- 1957 : Отдых в Искья / Vacanze a Ischia
- 1958 : Анна из Бруклина / Anna di Brooklyn
- 1958 : Чёрная орхидея / The Black Orchid
- 1958 : — / Pan, amor y Andalucía
- 1960 : Дыхание скандала / A Breath of Scandal
- 1960 : Это началось в Неаполе / It Started in Naples
- 1961 : Дон Камилло, монсеньор / Don Camillo monsignore… ma non troppo
- 1961 : Страшный суд / Il giudizio universale
- 1962 : Голубь, который захватил Рим / The Pigeon That Took Rome
- 1965 : Дон Камилло в России / Il compagno Don Camillo